# Rockgol na Mesa
Rockgol na Mesa foi uma mesa-redonda da MTV Brasil sobre futebol. O programa comentava sobre a Copa das Confederações de 2013 e era exibido nos dias em que a seleção brasileira jogava no campeonato. Era apresentado por Daniel Furlan e "Serginho" (Caíto Mainier) juntamente de um convidado que dava seus destaques e debatia sobre o jogo que aconteceu no dia e a situação da copa em geral, com comentários de Ian Bowes, o "Gringo". O programa era feito no mesmo estúdio do Furo MTV em 2013.

## Quadros
- Cartilha do torcedor - Os apresentadores, convidados e o "Gringo" falam sobre a cartilha do torcedor da FIFA, que diz o que não pode ser feito no estádio.
- Comentarista de comentário - Os apresentadores comentam os comentários de outros comentaristas esportivos.
- A voz do idoso - Daniel Furlan entrevista idosos perguntando sobre os jogos para eles, pois de acordo com ele, o idoso é quem mais sabe de futebol, já que tem tempo livre o suficiente para saber sobre o assunto.

## Elenco
- Daniel Furlan
- Caito Mainier
- Ian Bowes